# Pinnixa floridensis
Pinnixa floridensis är en kräftdjursart. Pinnixa floridensis ingår i släktet Pinnixa och familjen Pinnotheridae. Inga underarter finns listade i Catalogue of Life.